# Исчерпание IPv4-адресов

Динамика количества свободных блоков /8 с 1995 года

Исчерпание IPv4-адресов — израсходование резерва нераспределённых адресов протокола IPv4. Всемирное адресное пространство глобально управляется американской некоммерческой организацией IANA, а также пятью региональными интернет-регистраторами, ответственными за назначение IP-адресов конечным пользователям на определённых территориях, и локальными интернет-регистраторами, такими как интернет-провайдеры.
IPv4 позволяет использовать около 4,22 миллиарда адресов, и часть из них была распределена IANA региональным интернет-регистраторам блоками примерно по 16,8 миллиона адресов (с учётом использования CIDR). В феврале 2011 года IANA выделила региональным интернет-регистраторам последние пять оставшихся блоков /8 из своего адресного пространства.
Исчерпание адресов оставшихся региональных интернет-регистраторов ожидалось в течение пяти лет, по состоянию на конец 2017 года об исчерпании общего запаса свободных IPv4-адресов и ограничениях на выдачу новых адресов объявили все региональные регистраторы.
APNIC является первым региональным интернет-регистратором, выделенные IP-адреса которого закончились. Это произошло 15 апреля 2011 года. ARIN первым из региональных интернет-регистраторов объявил о полном исчерпании IPv4-адресов.
Израсходование адресного пространства IPv4 считается проблемой с конца 1980-х годов, когда Интернет начал испытывать резкий рост. В ноябре 1991 года IETF создал ROAD (англ. Routing and Addressing Group) для разрешения проблемы масштабируемости, вызванной применением метода классовой адресации, который использовался в то время. Ожидаемое исчерпание адресов стало причиной, из-за которой был создан и принят ряд новых технологий, включая бесклассовую адресацию (CIDR) в 1993 году, NAT и новую версию Internet Protocol, IPv6, в 1998 году.
Переход Интернета на Internet Protocol версии 6 является единственным доступным долговременным решением проблемы исчерпания IPv4-адресов. Несмотря на то, что предсказанное исчерпание адресного пространства IPv4 вступило в заключительную стадию в 2008 году, большинство провайдеров интернет-услуг и разработчиков программного обеспечения к этому времени только начало внедрение IPv6.

## Адресация IPv4
Каждому узлу сети, например, компьютеру или маршрутизатору, присваивается IPv4-адрес, который используется для идентификации этого узла при взаимодействии с другими узлами в той же сети. В принципе, любой компьютер с публичным IPv4-адресом может отправлять данные любому другому компьютеру с IPv4-адресом. Однако IPv6 не имеет обратной совместимости с IPv4, поэтому отправить данные от компьютера только с IPv4-адресом к компьютеру с только IPv6-адресом можно, лишь используя специальные технологии. Стандартным решением является туннелирование.
IPv4-адрес имеет длину 4 байта (32 бита), и поэтому протокол Интернета версии 4 позволяет использовать 232 (примерно 4,3 миллиарда) адресов. Однако некоторые большие блоки IPv4-адресов зарезервированы для специальных нужд и недоступны для публичного использования, например адрес «обратной петли» 127/8, «серые» сети 10/8, 172.16/12, 192.168/16 (это специально зарезервированные адреса).
Структура адреса IPv4 позволяет использовать публично доступные адреса в количестве, недостаточном для того, чтобы обеспечить адрес для каждого связанного с Интернетом устройства или услуги. Эта проблема была частично решена на некоторое время при помощи изменений в системе распределения адресов. Переход от классовой адресации к бесклассовой позволил существенно отсрочить исчерпание адресного пространства IPv4.
Также технология NAT (англ. Network Address Translation) позволяет интернет-провайдерам маскировать собственные частные сети за одним публично доступным IPv4-адресом маршрутизатора вместо того, чтобы выделять публичные адреса каждому устройству в сети.

## Глобальные и частные адреса IPv4
Следует заметить, что, в контексте проблемы исчерпания, существуют два основных вида адресов IPv4 — глобальные и частные.
Глобальные адреса — это адреса, маршрутизация которых осуществляется глобально, по всей планете. Глобальные адреса обязаны быть уникальными, иначе возникает неоднозначность адреса доставки. Пространство глобально маршрутизируемых адресов, действительно, ограничено числом тех значений, которые может принимать 32-битное целое — адрес IPv4. Это число составляет 232 = 4,3 млрд значений.
Частные адреса — это адреса, маршрутизация которых осуществляется только в пределах конкретной частной сети — такой как 192.168/16, 172.16/12 или 10/8. Частные адреса обязаны быть уникальными только в пределах участка сети за устройством NAT. Частную сеть, как правило, образует каждый домашний маршрутизатор.
Проблема исчерпания адресного пространства IPv4 относится только к глобальным адресам, так как количество частных адресов на планете не ограничено.

## Факторы исчерпания адресов
Хотя основной причиной исчерпания адресного пространства IPv4 является недостаточная проектная мощность инфраструктуры Интернета, в которую не закладывался столь быстрый рост, ряд дополнительных факторов усугубляет эту проблему. Каждый из них связан со спросом на IP-адреса, который не был предусмотрен авторами оригинальной инфраструктуры сети.
Мобильные устройстваIPv4 стал стандартом де-факто в цифровой связи, а стоимость вложения дополнительной вычислительной мощности в портативные устройства упала. Поэтому мобильные телефоны стали полноценными интернет-хостами. Новые спецификации устройств 4G требуют использования адресации IPv6.
Постоянные соединенияНа протяжении 1990-х годов доминирующим способом интернет-соединения являлся коммутируемый удалённый доступ при помощи телефонного модема. Быстрый рост основанных на dial-up сетей увеличил количество используемых адресов и пул присваиваемых IP-адресов был распределён между большим числом пользователей. В 2007 году процент использования широкополосного интернет-доступа начал превышать 50 % на многих рынках. В отличие от коммутируемого доступа, широкополосные соединения чаще всего постоянно активны, и сетевые устройства (маршрутизаторы, широкополосные модемы) редко выключаются. Это приводит к тому, что количество задействованных IP-адресов увеличивается.
Расширение ИнтернетаСуществуют сотни миллионов домашних хозяйств в развитых странах мира. В 1990 году интернет-подключение имело только незначительное количество домохозяйств. Всего 15 лет спустя почти половина из них имеет постоянное широкополосное соединение. Большое количество новых пользователей интернета проживает в густонаселённых Китае и Индии, что ещё больше ускоряет исчерпание адресного пространства.
Неэффективное использование адресовОрганизации, которые получили IP-адреса в 1980-х годах, часто имеют большее количество IP-адресов, чем им реально требуется, поскольку использовавшийся изначально метод классовой адресации предопределяет недостаточно эффективное использование адресного пространства. Например, крупным компаниям или университетам были присвоены адресные блоки класса A, содержащие более 16 миллионов IPv4-адресов, так как предыдущая по размеру единица, блок класса B с 65 536 адресами, являлся слишком малым для предполагаемого количества используемых адресов.
Для локальных интернет-регистраторов (LIR) в RFC 3194 предлагался к использованию параметр HD-ratio, показывающий, насколько эффективно задействовано выделенное IP-пространство. Его реализация затянулась, и сейчас использование этого параметра практически бесполезно.
ВиртуализацияС расширением технических возможностей, мощности процессоров серверов и улучшения оборудования стало возможным одновременное использование нескольких операционных систем на одном компьютере. Каждая из таких систем требует публичного IP-адреса.

## Технологии, уменьшившие скорость исчерпания
Ряд технологий уменьшает потребность в IP-адресах:
- NAT, прокси-серверы и внутрисетевая адресация : Технология NAT (Network address translation) позволяет нескольким компьютерам иметь один внешний IP-адрес. Находящиеся за NAT компьютеры могут подключаться друг к другу, используя внутрисетевые IP-адреса, но извне c такими компьютерами без специальной настройки соединиться невозможно:
- виртуальный хостинг веб-сайтов с доступом по доменному имени : Несколько сайтов имеют общий IP-адрес, сервер отличает один от другого по доменному имени (поле Host HTTP/1.1):
- тщательный контроль региональных интернет-регистраторов за присвоением IP-адресов локальным интернет-регистраторам:
- перераспределение адресного пространства : в первые годы существования Интернета использовалась неэффективная система классовой адресации, и большие блоки IP-адресов, распределённые в те времена, возвращаются в оборот.

## Хронология исчерпания

Исчерпание запаса IP-адресов региональных интернет-регистраторов в 2011 году

31 января 2011 года последние два незарезервированных IANA блока адресов были выделены APNIC в соответствии со стандартными процедурами выделения адресов региональным интернет-регистраторам. Осталось пять зарезервированных и потому нераспределённых блоков /8
.
В соответствии с правилами ICANN, IANA приступила к выделению каждого из этих блоков каждому из региональных интернет-регистраторов после пресс-конференции 3 февраля 2011 года, что привело к окончанию запаса адресов IANA.
Различные самостоятельные адресные блоки, исторически используемые отдельно от региональных интернет-регистраторов, были распределены между региональным интернет-регистраторам в феврале 2011 года.
Технологии замедления исчерпания IPv4-адресов включают в себя совместное использование IPv4-адресов для доступа к IPv4-контенту, введение IPv6 параллельно с использованием IPv4, трансляцию протоколов для доступа к предназначенному для IPv4 и IPv6 контенту и туннелирование для работы с маршрутизаторами, поддерживающими только один протокол. Необходимость раннего начала использования IPv6 после исчерпания адресного пространства IANA является очевидной.
Как следствие исчерпания резерва адресов, требуемые многими приложениями соединения точка-точка не всегда будут доступны в IPv4-Интернете до тех пор, пока IPv6 не будет полностью внедрён. IPv6-хосты не могут напрямую соединяться с IPv4-хостами и должны использовать для взаимодействия специальные сервисы. Это значит, что большинство компьютеров ещё должно иметь IPv4-доступ, например, при помощи NAT64, в дополнение к новым IPv6-адресам, что требует больше усилий, чем простая поддержка IPv4. Спрос на IPv6-адреса, как ожидалось, возникнет через три или пять лет.
В начале 2011 года только 5 % компьютеров имели IPv6-соединение, при этом большинство из них использовало такие механизмы перехода, как NAT64 и туннелирование Teredo. В декабре 2009 года около 0,15 % из двух миллионов наиболее популярных веб-сайтов были доступны по протоколу IPv6. Вопрос усложняет то, что от 0,027 % до 0,12 % посетителей не могут использовать сайты, использующие одновременно IPv4 и IPv6, но значительная часть их (0,27 %) не может взаимодействовать с использующими только IPv4 сайты. Согласно исследованию Arbor Networks, на лето 2010 года доля IPv6-трафика составляла менее одной десятой процента.

### Региональное исчерпание

Региональные интернет-регистраторы

На момент исчерпания адресов IANA (февраль 2011) ожидалось, что запас свободных блоков адресов у региональных интернет-регистраторов закончится в течение срока от полугода (APNIC) до пяти лет (AfriNIC).
По состоянию на сентябрь 2015 года об исчерпании общего запаса свободных IPv4-адресов и ограничениях на выдачу новых адресов объявили все региональные регистраторы, кроме AfriNIC; ARIN объявил о полном исчерпании свободных IPv4-адресов, а для остальных регистраторов этот момент прогнозируется начиная с 2017 года.
У разных региональных регистраторов стратегия выделения адресов различна.
Интернет-провайдеры имеют, как правило, запас IP-адресов для использования их клиентами в течение срока от 6 месяцев до 2 лет, после чего новые клиенты, которые пожелают подключиться к Интернету, не смогут получить IP-адреса и должны будут использовать NAT или получать только IPv6-адреса.

#### APNIC и RIPE NCC
APNIC является региональным интернет-регистратором и выделяет IP-адреса для областей, где Интернет развивается крайне быстро, таких как Китай и Индия; поэтому ожидалось, что именно он станет первым региональным интернет-регистратором, который прекратил свободно выделять IPv4-адреса.
Это произошло 15 апреля 2011 года, когда запас адресов уменьшился до критической отметки — 1 блок /8. С этой даты APNIC перешёл к механизму распределения «стадии 3»; и начался период, когда уже не каждый локальный интернет-регистратор (LIR) может получить IPv4-адреса в нужном ему количестве; ожидалось, что эта стадия продлится в течение пяти лет.
Выделение IP-адресов было ограничено количеством 1024 каждому члену.
Исчерпание общих запасов IPv4-адресов RIPE NCC, регионального интернет-регистратора Европы, наступило следом за APNIC. Это произошло 14 сентября 2012 г.
На конец 2015 года APNIC имел около 11 миллионов свободных адресов, а RIPE NCC — около 16 миллионов.

##### Правило последнего блока /8 в APNIC и RIPE NCC
С 15 апреля 2011 года, даты, когда у APNIC остался последний блок /8, или с 14 сентября 2012 года, каждый текущий или будущий член (то есть владелец учётной записи у APNIC или клиент RIPE NCC) может получить только один блок IP-адресов размером в 1024 адреса (блок /22). Согласно исследованию динамики запасов IPv4-адресов «Evolution of the IP pool for each RIR in 2011», последний блок APNIC /8 закончился бы в течение месяца, если это ограничение не было бы введено. В блоке /8 16 384 блока /22; согласно правилам APNIC и RIPE NCC, каждый действительный или будущий член получает один блок /22 из последнего блока /8, причём, только в случае соответствия ряду критериев. В настоящее время APNIC имеет около 3000 членов и каждый год их число увеличивается примерно на 300 новых членов. Таким образом, последний блок /22 должен закончиться более чем через 5 лет. У RIPE NCC более 8000 членов, и сроки исчерпания их последнего блока /8 существенно короче.
1024 адреса в блоке /22 могут использоваться для поддержки NAT44 или NAT64 для организации сети IPv6. Однако, для новых больших интернет-провайдеров лимит в 1024 адреса может оказаться недостаточным для обеспечения связи с IPv4 в связи с ограниченным количеством доступных для одного IPv4-адреса портов.
В ноябре 2019 RIPE NCC отдала последний блок /22.

#### Исчерпание пула адресов LACNIC
10 июня 2014 года Latin American and Caribbean Internet Addresses Registry объявил о фактическом исчерпании резерва свободных IPv4-адресов в регионе, в распоряжении регистратора остался единственный /10 блок адресов. По прогнозу на начало 2015 года, полное исчерпание всех адресов в этой зоне должно наступить в середине 2017 года.

#### Исчерпание пула адресов ARIN
После исчерпания адресного пространства IANA в 2011 году ARIN ввёл дополнительные ограничения на запросы адресного пространства IPv4.
24 июля 2013 года главный научный сотрудник APNIC Джефф Хьюстон опубликовал в своём блоге иллюстрированное графиками исследование, в котором спрогнозировал исчерпание пула IPv4-адресов ARIN «где-то в третьем квартале 2014 года». 1 августа 2013 года ARIN сообщила о двух оставшихся блоках /8 для IPv4-адресов.
24 сентября 2015 года ARIN первым из интернет-регистраторов объявила о полном исчерпании своего пула свободных IPv4-адресов, все новые запросы адресов отправляются в очередь ожидания.

#### AfriNIC
AfriNIC последней из региональных интернет-регистратур подошла к исчерпанию пула IPv4-адресов. 31 марта 2017 вступили в действия ограничения, накладываемые правилами фазы 1 исчерпания локального пула адресов. Вводятся более строгие проверки назначения использования адресов, ограничения по минимальному и максимальному количеству выдаваемых адресов, срокам утилизации выданных адресов.

### Оценки сроков исчерпания
В начале 2000-х годов давались разные оценки времени полного исчерпания IPv4-адресов. В 2003 году Paul Wilson (директор APNIC), основываясь на текущих масштабах использования адресного пространства, заявил, что адресное пространство закончится в течение одного или двух десятилетий. В сентябре 2005 года в отчёте Cisco Systems было высказано предположение, что запас доступных адресов будет исчерпан в течение срока от 4 до 5 лет. В последние годы перед исчерпанием запаса распределение IPv4-адресов ускорилось, что не было учтено в части прогнозов.
- 21 мая 2007 года американский региональный регистратор ARIN обратился к интернет-сообществу с обращением о необходимости перехода на нумерацию IPv6 в связи с ожидаемым исчерпанием запаса IPv4-адресов в 2010 году в тех ситуациях, когда требуется регулярное выделение ARIN новых IP-адресов[55]. Ситуации включают в себя соединения между устройствами внутри Интернета, так как некоторые устройства могут иметь только IPv6-адреса.[источник не указан 137 дней]
- 20 июня 2007 года региональный регистратор Латинской Америки LACNIC сообщил о запуске региональной кампании с целью «адаптации региональных сетей к IPv6» к январю 2011 года в связи с исчерпанием запаса IPv4-адресов «в течение трёх лет»[56].
- 26 июня 2007 года APNIC одобрил заявление от японского национального регистратора JPNIC о переходе развития и разработки Интернета в направлении, основанном на IPv6.[источник не указан 137 дней]
- 26 октября 2007 года европейский региональный регистратор RIPE NCC одобрил заявление от сообщества RIPE, в котором призывалось к широкому распространению IPv6 всеми заинтересованными сторонами[57].
- 15 апреля 2009 года ARIN отправил письмо ко всем компаниям, которые имеют выделенные IPv4-адреса, о том, что ожидается полное исчерпание адресного пространства IPv4 в течение следующих двух лет[58].
- В мае 2009 года RIPE NCC запустила сайт IPv6ActNow.org для помощи в распространении всем желающим полезной информации об IPv6. Этот сайт посвящён задаче повсеместного внедрения IPv6.
- 25 августа 2009 года ARIN объявил о запуске серии совместных мероприятий Карибского региона, направленных на реализацию IPv6. По словам ARIN, в это время у него оставалось менее 10,9 % свободного адресного пространства[59].

## Меры по смягчению проблем в период после исчерпания адресов
К 2008 году разрабатывались процедуры для периода исчерпания адресов и после него.
Обсуждались несколько предложений по смягчению проблемы исчерпания адресов IPv4.

### Использование неиспользуемого адресного пространства IPv4
Перед и во время периода использования классовой модели адресации некоторым организациям были выданы огромные диапазоны IP-адресов. Internet Assigned Numbers Authority (IANA) потенциально может получить обратно эти диапазоны, после чего раздать их меньшими блоками. У ARIN, RIPE NCC и APNIC существуют правила передачи адресов, в соответствии с которыми такие адреса могут быть возвращены с целью передачи конкретному получателю. Однако это может быть затратно по стоимости и времени смены адресов на большой сети, соответственно, затронутые организации с большой вероятностью стали бы возражать, что могло привести к судебным спорам. Однако, даже если бы все такие адреса были бы возвращены, это лишь несколько отодвинуло бы дату исчерпания адресов.
Аналогично блоки адресов выданы организациям, которые более не существуют или даже никогда не использовали их. Строгий учёт IP-адресов не вёлся, и выявление этой информации может оказаться крайне непростым.
Некоторые адреса, ранее зарезервированные IANA, были переведены в число доступных. Были предложения использования адресов сетей класса E, но многие операционные системы и прошивки, используемые в компьютерах и маршрутизаторах, не позволяют использование таких адресов. С этой целью не предлагалось публичного использования адресов сетей класса E, но вместо этого разрешить частное использование для сетей, которым требуется больше адресов, чем сейчас[когда?] доступно по RFC 1918.
Несколько организаций вернули большие блоки IP-адресов, в частности, Стэнфордский университет, который вернул адреса сети класса A в 2000 году, дав 16 миллионов IP-адресов (процесс перенастройки 56 тысяч единиц оборудования занял два года), Министерство обороны США, BBN Technologies и Interop.

### Трансляция адресов на уровне сетей интернет-провайдеров

IPv4 NAT на уровне провайдера

Интернет-провайдеры могут применять технологии туннелирования.
Когда они используют в своих сетях трансляцию адресов NAT44 и NAT64, они могут выделять пользователям частные адреса IPv4 или IPv6 и использовать меньшее количество глобальных адресов IPv4.
Этот подход был успешно применён[когда?] в некоторых странах, например, в России, где многие провайдеры широкополосного доступа используют централизованный NAT (Carrier-Grade NAT) и предлагают публично доступные адреса IPv4 за дополнительную плату. Аналогично Research In Motion (RIM), производитель BlackBerry, пересылает данные на центральные серверы с целью шифровки и дешифровки; следствием этого является уменьшение числа необходимых адресов IPv4.
Однако NAT на уровне интернет-провайдера не масштабируется. Кроме того, трансляция адресов применима не для всех задач, и при этом всё равно требует доступности адресов IPv4.
Эти технологии потребуются для соединения систем IPv6 с «устаревшими» системами IPv4.
Многие технологии прохождения сквозь NAT, такие как DMZ, STUN, UPnP, ALG, доступные, если NAT-маршрутизатором владеет пользователь, неприменимы на уровне интернет-провайдера.

### Рынки IP-адресов
Первый известный случай официальной продажи адресов IP произошёл в 2011 году, когда компания Microsoft купила 666 624 адресов IPv4 на распродаже активов обанкротившейся Nortel за $7,5 млн. Специалисты подозревали, что уже существует чёрный или серый рынок адресов IPv4, но до этого момента блоки адресов выделялись региональными регистраторами без оплаты, и ими разрабатывались процедуры возврата неиспользуемых блоков адресов в пул свободных. По итогам сделки Microsoft капитализация адресного пространства IPv4 оценивалась в $48,3 триллиона.
Исчерпание адресов IPv4 привело к появлению механизма рыночной передачи блоков IPv4 между операторами интернета, и цены на этом рынке несколько лет подряд росли, в том числе из-за спекулятивных действий держателей адресов. На спекулятивный характер сделок рынка адресов IPv4 указывает небольшое число использований купленных блоков адресов. Чаще всего покупателями были спекулянты, которые после покупки выдерживали минимально требуемое регистраторами время и выставляли свои блоки на продажу по более высокой цене.
За время функционирования рынка адресов IPv4 объёмы торговли на нём постепенно снижались. На снижение объёмов повлияло как исчерпание резервов, так и то, что держатели резервов адресного пространства IPv4 придерживали свои блоки адресов в ожидании повышения цен. К 2022 году рост цен на рынке адресов IPv4 остановился. Вероятных причин две. Первая — снижение спроса, вызванное ростом числа пользователей протокола IPv6, в частности, благодаря распространению устройств с двойным стеком и приложений, работающих по технологии «Happy Eyeballs». Вторая — стремление части держателей блоков IPv4 выгодно продать свои активы, что стимулировало их придержать имеющиеся резервы. К концу 2022 года, из-за снижения спроса, спекулянтам держать купленные для получения прибыли блоки адресов IPv4 стало рискованно, но и выставлять их на продажу единомоментно также являет собой риск обвалить цену.
Дефицит блоков адресов IPv4 (низкое предложение и высокая цена) создают ценовое давление дефицита и стимулируют операторов переходить на IPv6. В некий момент давление дефицита превысит стоимость внедрения IPv6, операторы начнут массовое его внедрение, в результате цены на рынке адресов IPv4 сильно снизятся.
В 2025 году онлайн-биржа адресов IPv4  IPv4.Global начала предлагать займы под залог блоков публичных адресов IPv4. За год до этого Cogent Communications Holdings успешно взяла в долг на финансовом рынке $206 млн под залог адресов IPv4. (В 2024 году Cogent создала дочернюю фирму, которая выпустила на финансовый рынок обеспеченные адресами IPv4 векселя.)

## Комментарии
1. ↑  Точнее, исчерпание общего запаса /8 блоков адресов, после чего регистраторы могут выделять новые адреса крайне ограниченно
2. ↑  Точнее, 15 апреля 2011 года APNIC достигла последнего блока /8 и перешла к механизму распределения «стадии 3»; ожидалось, что эта стадия продлится в течение пяти лет
3. ↑  Запись /8 в бесклассовой адресации означает блок из 16777216(=2(32-8)) адресов; аналогично запись /12 значит 1048576(=2(32-12)) адресов. Блок начинается от адреса, который указывается перед дробью, и далее адреса идут непрерывно.